# Cimetière et mémorial américain de la Somme
Le cimetière militaire américain de la Somme est l'un des huit cimetières militaires américains de la Première Guerre mondiale administrés par l'American Battle Monuments Commission. Il est situé sur le territoire de la commune de Bony dans le département de l'Aisne. Un mémorial a été édifié sous la forme d'une chapelle.
 Un second mémorial monumental a été édifié à quelque 1 600 mètres à vol d'oiseau en bordure de la route de Saint-Quentin à Cambrai sur le territoire de la commune de Bellicourt, à l'aplomb du tunnel de Riqueval.

## Site du cimetière

### Cimetière militaire

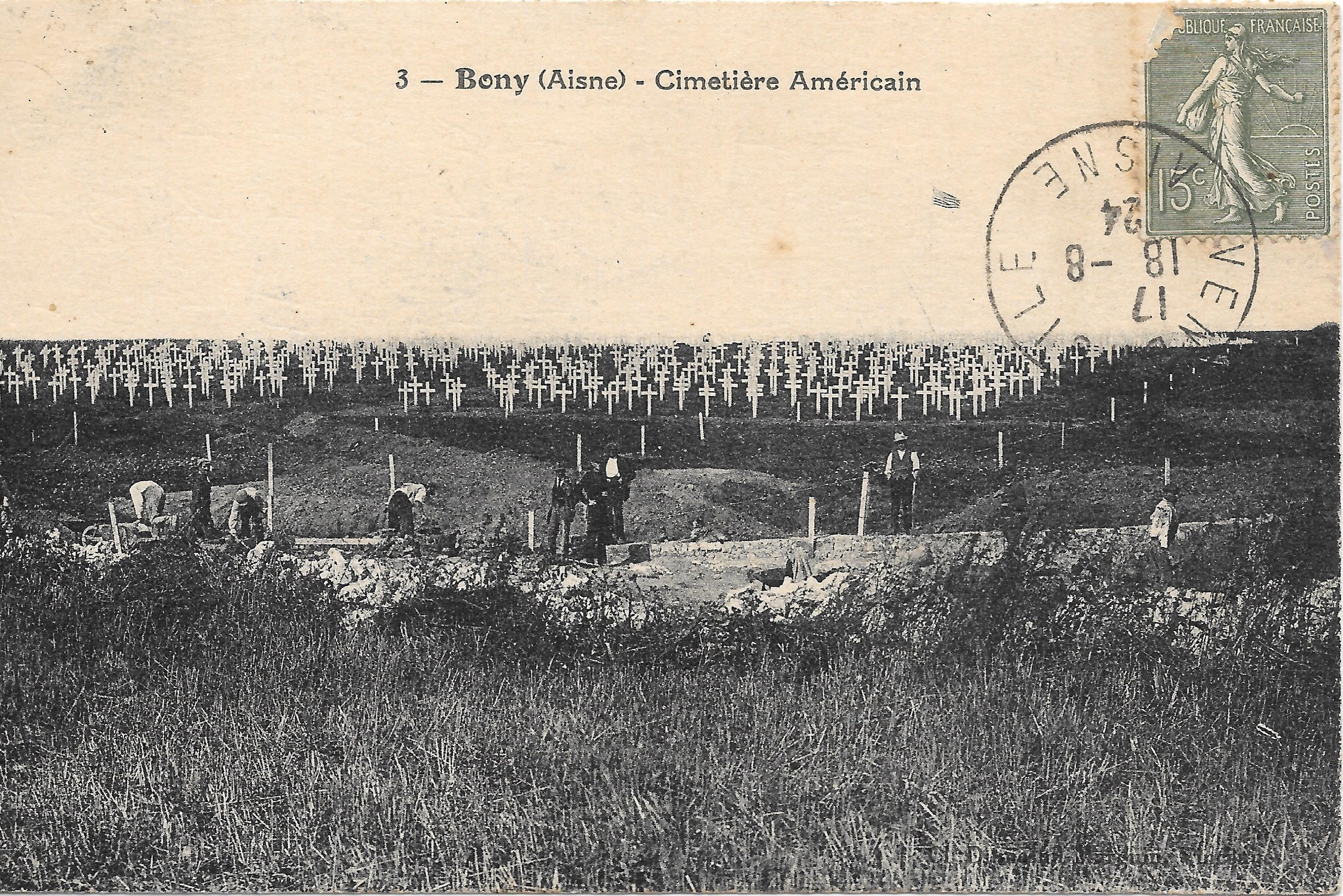
Carte postale montrant l'aménagement du cimetière vers 1920.

Ce cimetière, bien qu’officiellement intitulé Somme American Cemetery, est situé dans le département de l'Aisne sur la commune de Bony. 
Il se nomme ainsi car, en plus d'abriter les sépultures des soldats américains ayant combattu sur le site même du cimetière à partir du 24 septembre 1918 lors de la bataille de la ligne Hindenburg, il abrite également les sépultures des soldats ayant combattu dans la Somme pendant la grande offensive allemande de 1918 (Bataille du Kaiser), les 1re, 27e, 30e, 33e et 80e Divisions américaines et les 6e et 11e corps du Génie.
1 839 hommes et 5 femmes reposent à Bony dont 4 paires de frères. 138 tombes sont celles de soldats inconnus et 333 noms de soldats portés disparus sont gravés dans la chapelle du cimetière.
Les tombes sont matérialisées par des croix latines en marbre blanc, pour les soldats de confession chrétienne ou ornées de l'étoile de David pour les soldats de confession juive. Les pierres tombales, organisées en carrés réguliers, sont séparées par des chemins qui se croisent au sommet de la pente devant le mat du drapeau. Un chemin conduit à la chapelle, à l'extrémité est du cimetière.

### Le mémorial
Il a la forme d'une chapelle d'architecture Art déco. La réalisation du mémorial et des divers éléments architecturaux a été confiée à George Howe, architecte de Philadelphie et c'est le sculpteur français Marcel Loyeau qui a réalisé la décoration sculptée. 

Sur la façade de la chapelle où sont sculptés des fusils, est gravée cette dédicace en lettres de style art déco :

« To those who died for their country (À ceux qui sont morts pour leur pays). »

Les murs extérieurs de la chapelle sont décorés de sculptures représentant des pièces d'équipement militaires. Sur le linteau de la porte d'entrée en bronze, se trouve sculpté l'aigle américain. 
À l’intérieur, la lumière pénètre par une fenêtre en forme de croix au-dessus de l’autel. Sur les murs sont inscrits les noms de 333 soldats tombés au combat et qui ont été portés disparus.

## Mémorial de Bellicourt
Ce monument, très impressionnant par sa taille, est situé sur le territoire de la commune de Bellicourt. Le mémorial américain est dédié aux unités américaines qui ont combattu aux côtés des armées britanniques en France : les 27e et 30e divisions arrivées dans le secteur après avoir combattu en Belgique en septembre 1918.

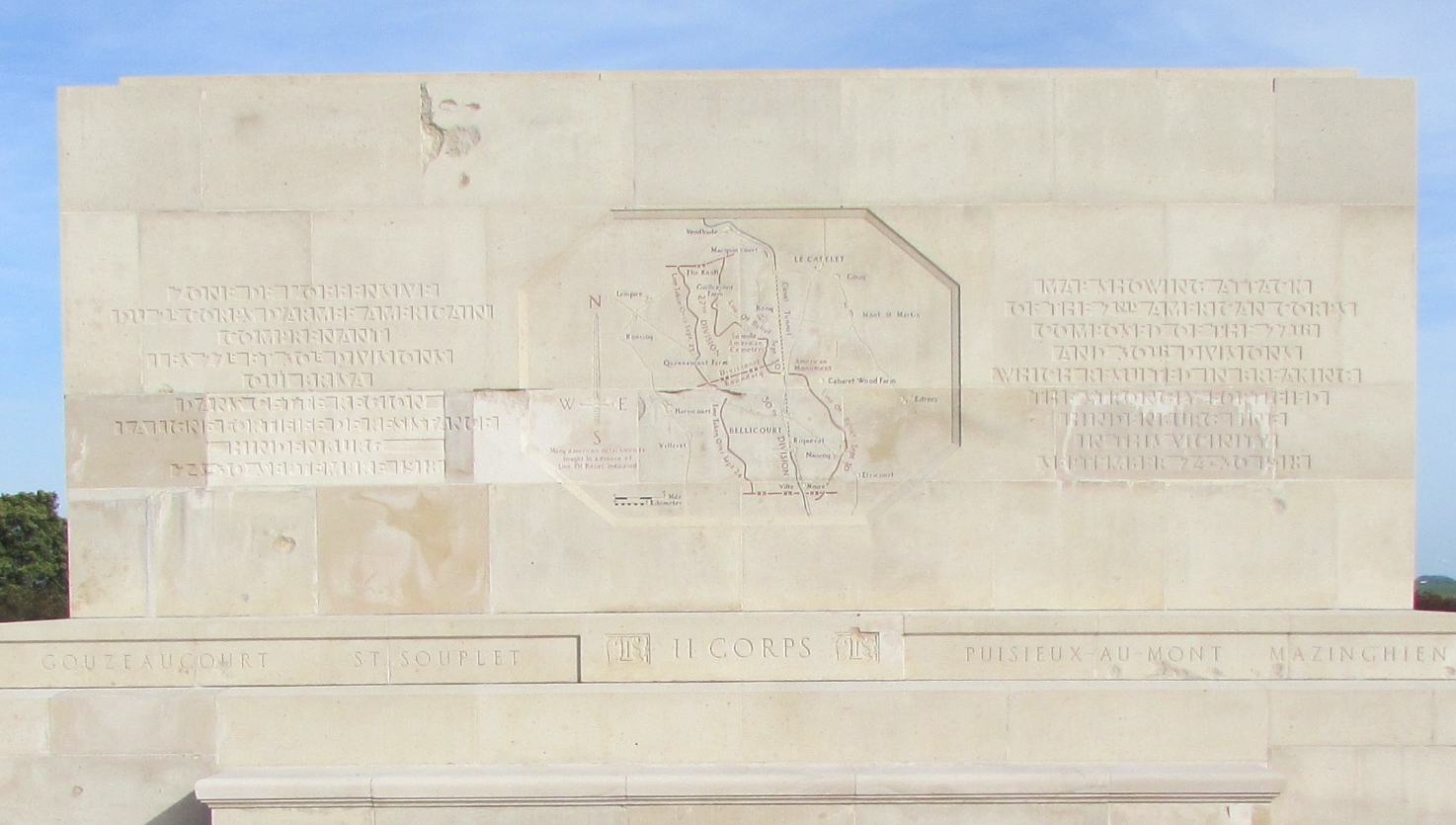
Vue arrière du Mémorial.
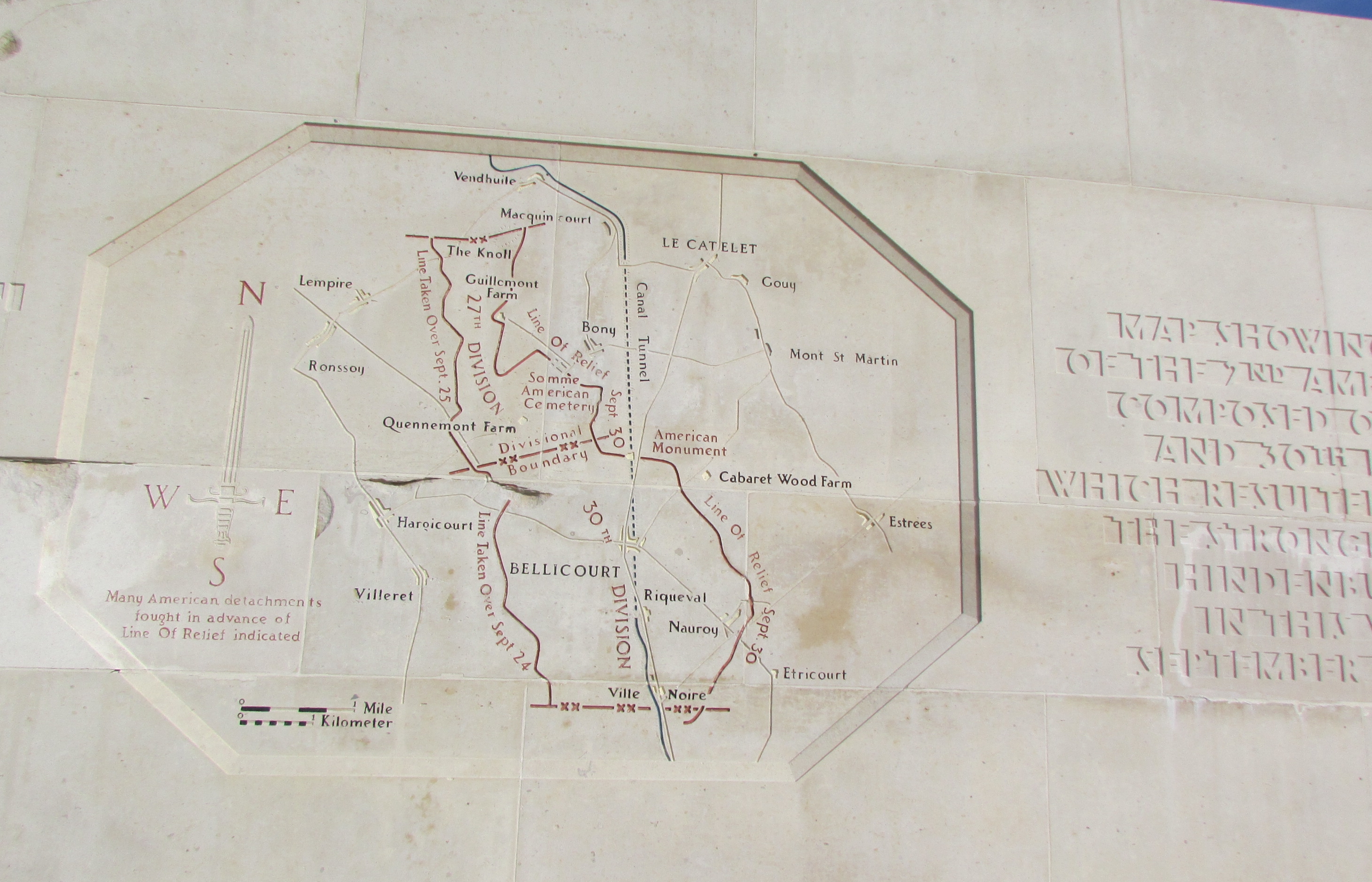
Carte des opérations militaires gravées sur le Mémorial.
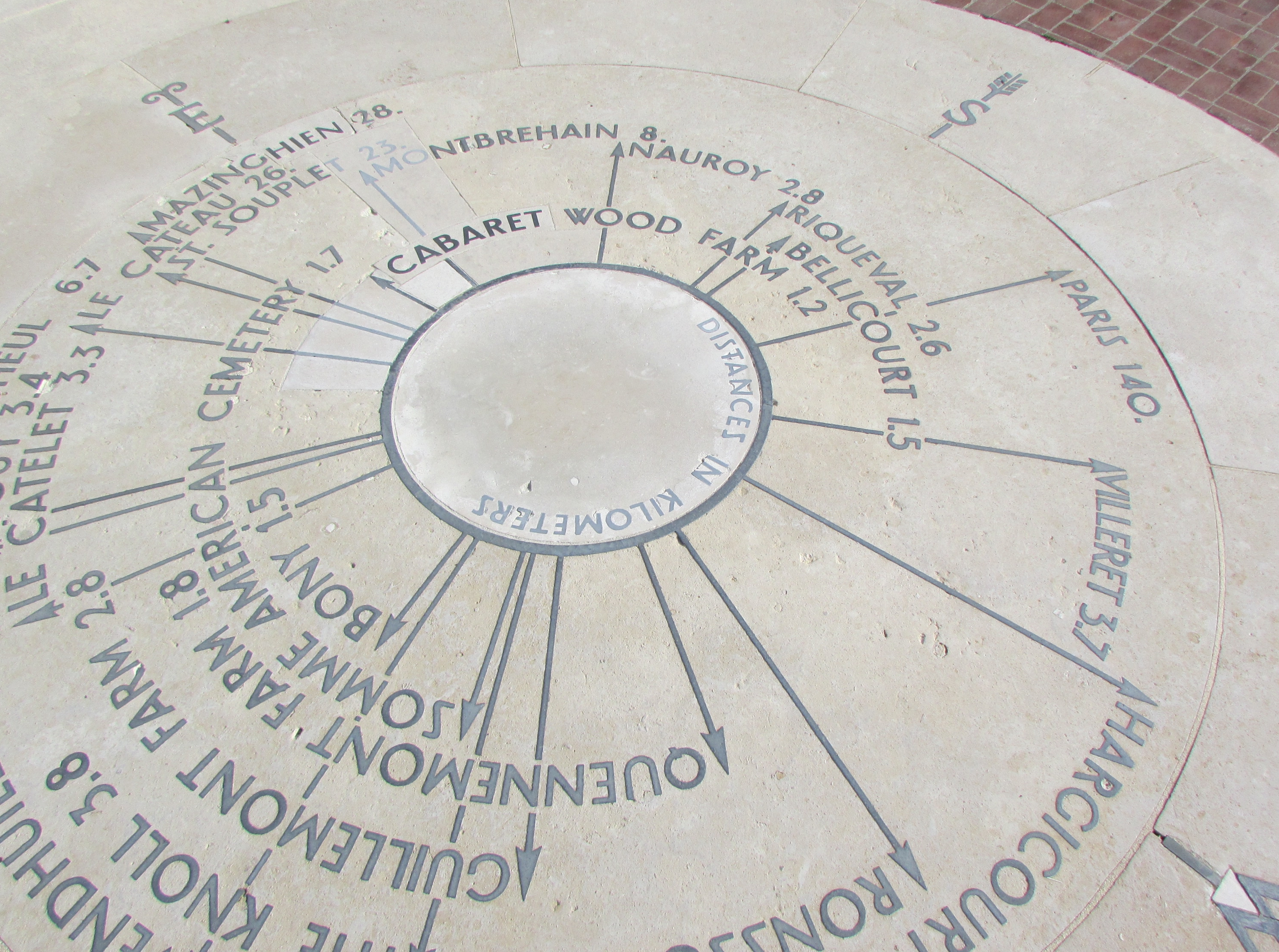
Table d'orientation, vue vers le sud.
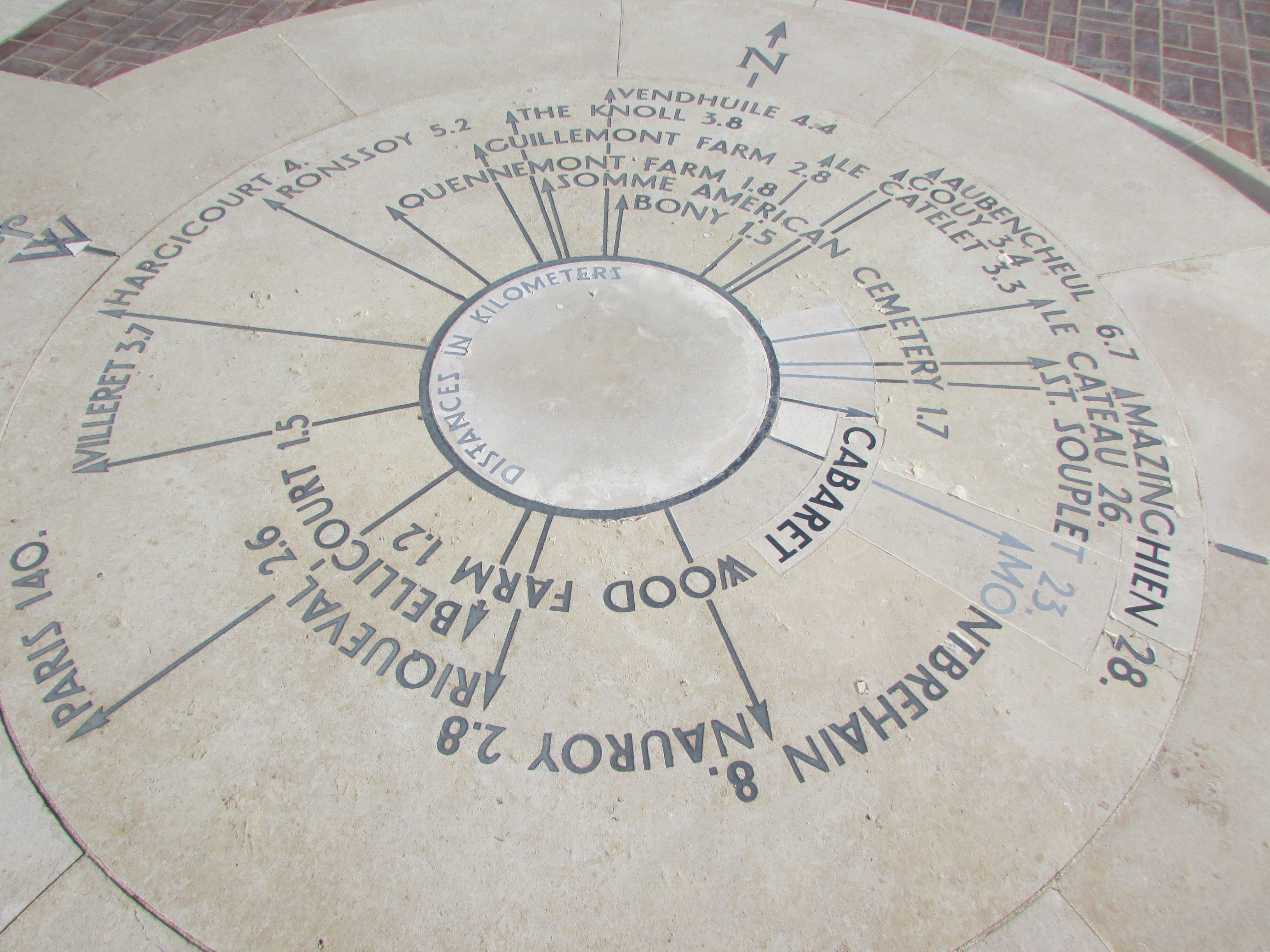
Table d'orientation, vue vers le nord.

### Historique
Ces divisions rejoignirent la Ligne Hindenburg les 24 et 25 septembre 1918 sous le commandement tactique de l'armée australienne. Les troupes américaines prirent part à l'offensive alliée qui débuta le 29 septembre 1918.
Les combats furent si meurtriers que les deux divisions américaines furent relevées dès le lendemain, le 30 septembre 1918.
Le monument, dû à l'architecte franco-américain Paul Philippe Cret, a été inauguré en 1937.

### Caractéristiques
Ce mémorial rend hommage aux 90 000 soldats américains engagés dans la bataille de la ligne Hindenburg.
On y accède par un escalier monumental et du haut duquel on domine la campagne environnante. 
Le monument est construit à l'aplomb du canal de Saint-Quentin, dans sa partie souterraine qui avait été utilisée par les Allemands pour y appuyer la ligne Hindenburg. 
Au dos du monument figure une carte des opérations de 1918 gravée dans la pierre. Il n'y a pas de cimetière sur place.